# 神戸町 (三重県)
神戸町（かんべちょう）は三重県河芸郡にあった町。概ね現在の鈴鹿市神戸各町にあたる。神戸城の城下町である。

## 地理
- 河川：六郷川

## 歴史
- 1889年（明治22年）4月1日 - 町村制の施行により、河曲郡神戸城下（神戸十日市町・神戸常磐町・神戸萱町・神戸新町・神戸川町・神戸小山町・神戸竪町・神戸石橋町・神戸鍛冶町・神戸本多町・神戸西町）・十日市場・矢田部村および地子町村の大部分（寺家新田を除く）、西条村・寺家村の各一部の区域をもって神戸町が発足。
- 1896年（明治29年）4月1日 - 所属郡が河芸郡に変更。
- 1942年（昭和17年）12月1日 - 白子町・稲生村・飯野村・河曲村・一ノ宮村・箕田村・玉垣村・若松村・鈴鹿郡国府村・庄野村・高津瀬村・牧田村・石薬師村と合併して鈴鹿市が発足。同日神戸町廃止。

## 地域
教育
- 神戸町立図書館
- 三重県立神戸中学校

## 交通

### 鉄道路線
- 関西急行鉄道（現・近畿日本鉄道）
  - 神戸線（現・近鉄鈴鹿線）
    - 伊勢神戸駅（現・鈴鹿市駅）

### 道路
- 伊勢街道

## 名所・旧跡・観光スポット・祭事・催事
- 神戸城